# 에드윈 후타도
에드윈 후타도(영어: Edwin Amilgar Hurtado, 1970년 2월 1일 ~ )는 베네수엘라 출신의 프로 야구 선수이며, 전 KBO 리그 LG 트윈스의 투수로 활약했다.

## 출신 학교
- 베네주엘라 라라고등학교